# Мукамба, Денвер
Денвер Найджел Мукамба (англ. Denver Nigel Mukamba; род. 21 декабря 1992, Хараре) — зимбабвийский футболист, полузащитник клуба «Дайнамоз» и сборной Зимбабве.

## Клубная карьера
Он начал свою профессиональную карьеру с клуба Кинглон, после присоединился к «Дайнамоз» в 2011 году. В нём он выиграл награду «Футбольная звезда года».
В январе 2013 года, он подписал контракт с южноафриканским клубом «Витс Юниверсити». Он сыграл всего 9 матчей за клуб в течение двух сезонов, так как в 2014 году был арендован клубом «Юниверсити оф Претория». За клуб он отыграл 20 матчей и забил 3 гола во всех соревнованиях, прежде чем вернуться в «Витс Юниверсити». По возвращении в клуб Мукамба был сразу же подписан клубом «Джомо Космос». Его дебют за Джомо состоялся 13 сентября 2014 года в проигранном домашнем матче против клуба «Платинум Старс».
В 2016 году он вернулся на родину в «Дайнамоз». В 2018 году был отдан в аренду в КАПС Юнайтед, из-за некоторых проблем с тренером команды Ллойдом Мутасой. В январе 2019 года перешёл в клуб «Маниса Даймондс». Затем он перешёл в «Чапунгу Юнайтед» летом 2019 года, а затем присоединился к «Нгези Платинум» в январе 2020 года.

## Международная карьера
Мукамба дебютировал в сборной в 2011 году в матче против Южной Африки. За сборную Зимбабве он успел провести 14 игр в её составе, а также забить один мяч в ворота Ботсваны. Принимал участие в матчах квалификации к Кубку африканских наций 2015 года.

## Достижения
- Чемпион Зимбабве (2): 2011, 2012
- Обладатель Кубка Зимбабве (2): 2011, 2012